# Marie Duhem
Marie Amélie Hortense Sergeant (Guemps, 18 de marzo de 1871 - Douai, 9 de julio de 1918), más conocida como Marie Duhem, fue una pintora francesa.

## Biografía

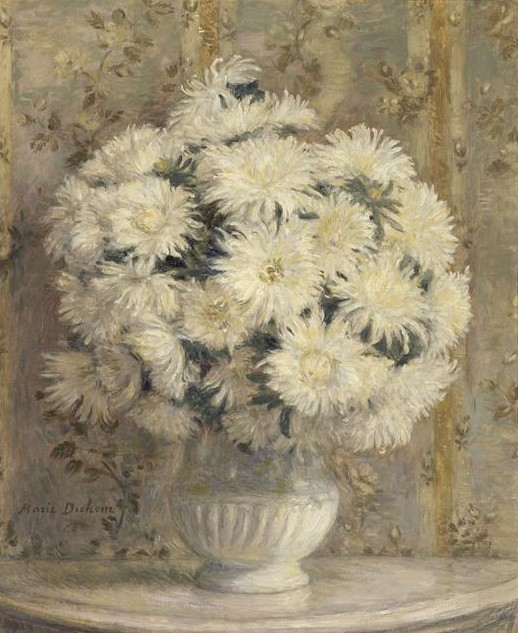
Reines marguerites dans un vase, Museo de Orsay

Sus padres administraban una fábrica de encajes, por lo que se familiarizó con el trabajo de diseñadores y modelos desde muy joven. Comenzó sus estudios de arte con Adrien Demont, marido de la pintora Virginie Demont-Breton. En su taller de Wissant conoció a su futuro esposo, el pintor Henri Duhem, once años mayor que ella. Se casaron en 1890. Tras establecer su hogar en Camiers, reunieron a sus amigos y conocidos artistas para formar lo que se conoció como la "École de Wissant"; los miembros del grupo pintaban en los alrededores de Boulogne-sur-Mer y la Costa de Ópalo. Algunos de los integrantes más conocidos de este grupo fueron Georges Maroniez, Francis Tattegrain y Fernand Stiévenart.
Además de pintar, los Duhem eran ávidos coleccionistas de arte, especialmente interesados en el posimpresionismo. Su colección incluía importantes cuadros de Claude Monet y Paul Gauguin. También estuvieron vinculados a los artistas Camille Pissarro, Auguste Rodin y Henri Le Sidaner. En 1985 Nelly Sergeant-Duhem, su hija adoptiva, donó la colección a la Academia de Bellas Artes. Actualmente se conserva en el Museo Marmottan Monet.
Fue nombrada oficial de la Orden de las Palmas Académicas y, en 1912, caballero de la Legión de Honor. También recibió una medalla en la Exposición Universal de París de 1900.
En 1915 su único hijo, Rémy, murió en el asalto de Les Éparges durante la Primera Guerra Mundial. Nunca se recuperó del todo de esta pérdida, descuidó su salud, y murió de un tumor a los 47 años. La mayoría de sus pinturas se encuentran en el Musée de la Chartreuse de Douai.